# Lydia Jele
Lydia Casey Jele, née Mashila le 22 juin 1990 à Gaborone, est une athlète botswanaise.

## Carrière
Elle est médaillée d'argent du relais 4 × 400 mètres aux Championnats d'Afrique d'athlétisme 2012 et aux Jeux africains de 2015 et  médaillée de bronze de cette même discipline aux Championnats d'Afrique d'athlétisme 2014.
Elle participe aux séries du 400 mètres féminin aux Jeux olympiques d'été de 2016.